# Nupskammen
Der Nupskammen (norwegisch für Gipfelkamm) ist ein Gebirgskamm gezackter Berggipfel im ostantarktischen Königin-Maud-Land. Er ragt nördlich des Bergs Von Essenskarvet in der Gjelsvikfjella auf.
Luftaufnahmen dieses Gebirgskamms entstanden erstmals bei der Deutschen Antarktischen Expedition 1938/39 unter der Leitung des Polarforschers Alfred Ritscher. Norwegische Kartografen verliehen ihm einen deskriptiven Namen und kartierten ihn anhand von Vermessungen und Luftaufnahmen der Norwegisch-Britisch-Schwedischen Antarktisexpedition (1949–1952) sowie Luftaufnahmen der Dritten Norwegischen Antarktisexpedition (1956–1960).